# ETERNAL (장민호의 음반)
《ETERNAL》은 2022년 11월 8일 발매된 장민호의 두 번째 정규앨범으로 초동 판매량 123,351장을 기록하며 '한터차트 초동 브론즈 인증패'를 수상했다.
2017년 발매한 정규 1집 《드라마》 이후로 5년 만에 선보이는 정규앨범으로 장민호 스스로 "긴 시간동안 변하지 않았던 가수로서의 진정성을 담아낸 앨범" 이라 소개한 이 앨범에는 총 10개의 곡이 수록되었다.
타이틀곡 ‘사랑 너였니’는 조용필의 ‘바람의 노래’를 만든 작곡가 김정욱이 프로듀싱을 맡은 사랑을 알게 되고 느낀 경이롭고 벅찬 감정을 노래한 곡이고, 수록곡 ‘노래하고 싶어’는 장민호가 직접 작사, 작곡한 진솔한 자전적 이야기가 담긴 노래로 본인의 26년 음악 이야기가 3분에 담긴 곡이라고 방송에서 소개했다.

## 수록곡
| #            | 제목                       | 작사                 | 작곡                 | 편곡                 | 재생 시간 |
| ------------ | -------------------------- | -------------------- | -------------------- | -------------------- | --------- |
| 1.           | 〈사랑 너였니〉            | 김정욱               | 김정욱               | 유영호               | 3:51      |
| 2.           | 〈와인 한잔해요〉          | 홍정수, 김희진, 윤경 | 홍정수, 김희진       | 곽정영               | 3:11      |
| 3.           | 〈희망열차〉               | 멧돼지               | 멧돼지, 늑대         | 멧돼지, 늑대         | 3:31      |
| 4.           | 〈가슴이 울어〉            | 김정욱               | 김정욱               | 유영호               | 3:41      |
| 5.           | 〈노래하고 싶어〉          | 장민호, 김희연       | 장민호               | 유영호               | 3:40      |
| 6.           | 〈신발끈〉                 | 이용구               | 이동철               | 임호                 | 3:42      |
| 7.           | 〈타임머신〉               | 김근동               | 김근동               | 김근동               | 3:31      |
| 8.           | 〈미워야 연인이라 했나요〉 | 임창정               | 임창정, 멧돼지, 늑대 | 임창정, 멧돼지, 늑대 | 3:58      |
| 9.           | 〈눈물이 뚝뚝〉            | 최재은               | 최재은               | 유영호               | 4:04      |
| 10.          | 〈풍악을 울려라!〉         | 이용구               | 이동철               | 이동철               | 3:16      |
| 총 재생 시간 | 총 재생 시간               | 총 재생 시간         | 총 재생 시간         | 총 재생 시간         | 36:25     |

## 앨범 구성

### 피지컬 앨범
피지컬 앨범은 'Natural(내추럴)'과 'Dream(드림)' 두 가지 버전으로 발매되었으며 80페이지 분량의 포토북을 비롯해 접지 포스터(버전별 1종), 스티커(버전별 1종), 포토카드(버전별 3종 중 랜덤 2종), 엽서(버전별 2종 중 랜덤 1종) 등으로 구성되었다.

### 네모 앨범
CD를 대체하는 새로운 음반 플랫폼인 카드형 음반 네모 앨범 역시 ‘Natural(내추럴)’과 ‘Dream(드림)’ 두 가지 버전으로 발매되었으며, 재킷 포토카드(버전별 2종 중 랜덤 1종), 셀카 포토카드(버전별 1종), 행운 메시지 카드(버전별 1종) 등이 포함되었다. 네모 앨범은 NFC 방식으로 정품 인증 후 스마트폰에서 음악, 영상, 이미지 등을 편리하게 이용할 수 있는 앨범으로 노래방 기능 및 장민호 독점 컨텐츠와 갤러리 기능을 포함하여 앨범 발매 이후에도 콘텐츠가 지속적으로 업데이트 되는 특징을 가진 앨범이다.

## 뮤직비디오
- Jang Min Ho(장민호) _ Love, was it you?(사랑 너였니) - 원더케이오리지널
- 장민호 ‘사랑 너였니’ 라이브 스페셜클립  - 원더케이오리지널

## 앨범 활동
| 방영 일자        | 프로그램                                 | 비고                           |
| ---------------- | ---------------------------------------- | ------------------------------ |
| 음악 프로그램    |                                          |                                |
| 2022년 11월 22일 | SBS M 더쇼                               | '사랑 너였니'                  |
| 2022년 11월 23일 | MBC M 쇼! 챔피언                         | '풍악을 울려라'                |
| 2022년 12월 4일  | SBS SBS 인기가요                         | '풍악을 울려라' 핫스테이지 1위 |
| 2022년 12월 5일  | SBS M 더트롯쇼                           | '사랑 너였니'                  |
| 2022년 12월 17일 | MBC 쇼! 음악중심                         | '풍악을 울려라'                |
| 예능 프로그램    |                                          |                                |
| 2022년 11월 8일  | TV조선 화요일은 밤이 좋아                | 최초 공개 '사랑 너였니'        |
| 2022년 12월 27일 | TV조선 화요일은 밤이 좋아                | '풍악을 울려라'                |
| 2023년 2월 10일  | MBC ON 트롯챔피언                        | '풍악을 울려라'                |
| 라디오 출연      |                                          |                                |
| 2022년 11월 22일 | SBS 러브FM 윤수현의 천태만상             |                                |
| 2022년 11월 22일 | KBS Cool FM 윤정수 남창희의 미스터라디오 |                                |
| 2022년 11월 22일 | SBS 파워FM 박소현의 러브게임             |                                |
| 2022년 11월 23일 | MBC 표준FM 싱글벙글쇼                    |                                |
| 2022년 11월 23일 | KBS 해피FM 김혜영과 함께                 |                                |
| 2022년 11월 29일 | MBC 표준FM 박준형, 박영진의 2시만세      |                                |
| 앨범 팬사인회    |                                          |                                |
| 2022년 12월 3일  | 메이크스타 <ETERNAL> 발매기념 이벤트     | 대면 팬 싸인회                 |
| 2022년 12월 3일  | 메이크스타 <ETERNAL> 발매기념 이벤트     | 영상통화 팬 사인회             |
| 2022년 12월 17일 | 뮤직코리아 <ETERNAL> 발매기념 이벤트     | 대면 팬 싸인회                 |
| 2022년 12월 18일 | DMC뮤직 <ETERNAL> 발매기념 이벤트        | 대면 팬 싸인회                 |
| 2023년 1월 14일  | 에버라인 <ETERNAL> 발매기념 이벤트       | 대면 팬 싸인회                 |

## 같이 보기
- 드라마
- 에세이 ep.1